# Neurofilamento

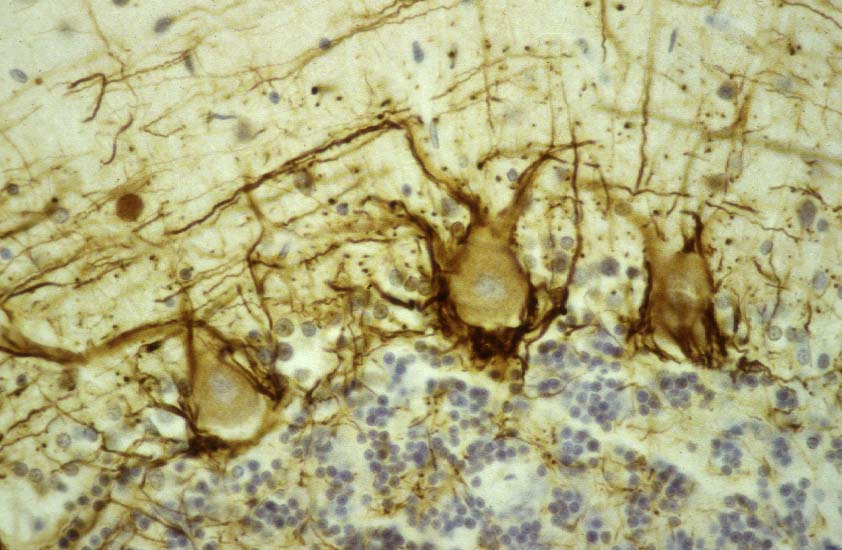
Tinción de neurofilamentos del cerebelo humano

Como su nombre sugiere, los neurofilamentos se encuentran en grandes concentraciones en los tejidos neuronales, principalmente en los axones de las neuronas. 
Forman parte de las proteínas fibrosas que integran los filamentos intermedios del citoesqueleto intracelular y se ubican justo por debajo de la membrana citoplasmática. Su función principal es la de proveer el más rígido de los soportes citoesqueléticos de los axones. Sus redes tridimensionales también se extienden a las dendritas y al cuerpo neuronal.
Además están formados por tres polipéptidos, formando una estructura alfa hélice. Tienen la capacidad de ensamblarse y desensamblarse.
- Datos: Q962115